# 布农维尔
布农维尔（法語：Bournonville，法語發音：[buʁnɔ̃vil]）是法国上法蘭西大區加来海峡省的一个市镇，属于滨海布洛涅区。

## 地理
布农维尔（50°42'19"N, 1°51'0"E）面积8.71 平方千米，位于法国上法蘭西大區加来海峡省，该省份为法国北部沿海省份，西北濒北海，南至索姆省，东临北部省。
与布农维尔接壤的市镇（或旧市镇、城区）包括：埃讷沃、梅讷维尔、塞勒、阿兰克坦、布吕南贝尔、克雷马雷、代夫勒。

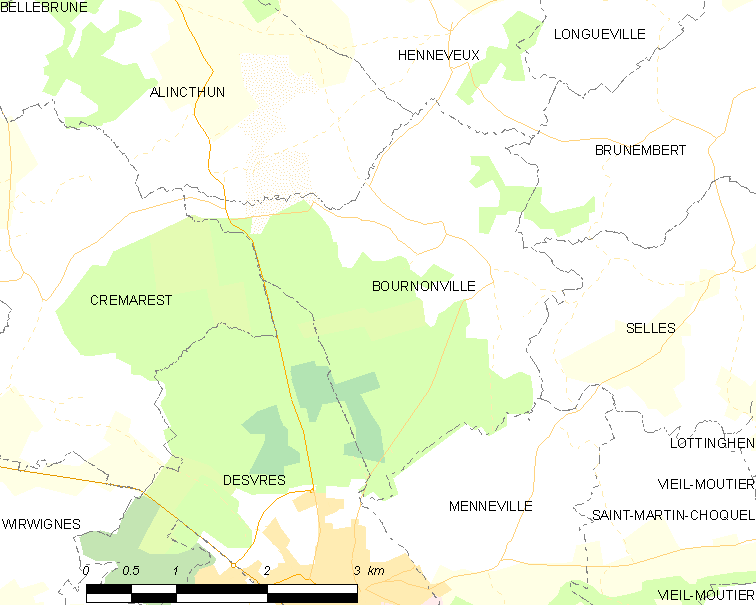
布农维尔的OSM定位图

布农维尔的时区为UTC+01:00、UTC+02:00（夏令时）。

## 行政
布农维尔的邮政编码为62240，INSEE市镇编码为62165。

## 政治
布农维尔所属的省级选区为代夫勒县。

## 人口

1962-2008年间布农维尔人口变化图示

布农维尔于2022年1月1日时的人口数量为226人。